# Benoît Trémoulinas
Benoît Trémoulinas (Lormont, 1985. december 28. –) francia labdarúgó, a spanyol Sevilla FC hátvédje. Rendelkezik réunioni állampolgársággal is.

## Sikerei, díjai
Bordeaux
- Ligue 1: 2008–09
- Francia kupa: 2012–13
- Francia ligakupa: 2008–09

 Dinamo Kijiv
- Ukrán bajnokság: 2014–15

 Sevilla
- Európa-liga: 2014–15